# 文京区の町名
本項文京区の町名（ぶんきょうくのちょうめい）では、東京都文京区に存在する、または過去に存在した町名を一覧化するとともに、明治時代初期以来の区内の町名の変遷について説明する。

## 文京区の前史と行政区画の移り変わり
東京都文京区は、昭和22年（1947年）3月15日、当時の東京都小石川区と本郷区が合併して成立した。以下、明治時代初期から文京区成立までの行政区画の変遷について略述する。
江戸が「東京」と改称されたのは慶応4年（1868年）のことである。慶応4年7月17日（1868年9月3日）、「江戸ヲ称シテ東京ト為スノ詔書」が発せられ、東京府が設置された（9月8日に明治と改元）。以後、1889年（明治22年）に東京市が発足するまでの過渡期には、東京府の行政区画はめまぐるしく変遷し、番組制、大区小区制、15区6郡制等と呼ばれる制度が相次いで実施された。
明治2年2月（1869年3月）、東京府では、町地と郷村部との境界線を定める朱引（しゅびき）が行われた。これは、皇居を中心とした市街地（江戸時代の町奉行所支配地に相当）を朱引内とし、その外側を郷村とするもので、朱引内を50の区画に分けて、50番組（50区）が設定された。これとともに、江戸時代から続いていた名主制度が廃止された。同年5月、周囲の郷村部にも5つの組が設定され、これを地方5番組と称した。後に文京区となる区域は、このうち朱引内の26番組から30番組、および地方2・3番組に属した。
明治4年6月（1871年7月）には朱引が見直されて、朱引内は44区、朱引外は25区（計69区）に区分された。この間、明治4年7月（1871年8月）には廃藩置県が実施された。これにともない、同年11月、従来の東京府、品川県、小菅県が廃止され、新たな東京府が設置された。同時に朱引が廃止されて、府内は6大区・97小区に分けられた（いわゆる大区小区制）。明治7年（1874年）3月、区割りは再度見直され、朱引が復活。朱引内外に11大区・103小区が設置された。後に文京区となる区域は、このうち朱引内の第4大区3・8 - 11小区、及び第9大区1 - 3小区に属した。当時の公式な住所は、たとえば、「東京府第四大区第三小区小石川水道町」のように表示された。
その後、郡区町村編制法の施行に伴い、大区小区制は廃止され、明治11年（1878年）11月2日、東京府下に15区6郡が置かれた。文京区の前身にあたる小石川区と本郷区はこの時設置された。明治22年（1889年）、市制・町村制が施行され、同年5月1日、東京市が成立。小石川区、本郷区は東京市の区となった。昭和18年（1943年）7月1日、東京府と東京市が廃止されて、新たに東京都が置かれ、上記2区を含む35区は東京都直轄の区となった。昭和22年（1947年）3月15日、前述のとおり、これら2区が合併して文京区となった。
文京区では、昭和39年（1964年）から住居表示が実施され、昭和42年（1967年）1月1日をもって区内全域の住居表示実施が完了している。住居表示実施以前の旧町名は、江戸時代以来の名称を引き継ぐものも多かったが、明治時代初期に新たに起立した町名も多かった。「○○屋敷」「○○町代地」「○○寺門前」といった、旧幕府時代の伝統を引き継ぐ小規模な町は、明治2年（1869年）前後に数か町が合併されて、新たな町名を付した例が多い。また、明治5年（1872年）には武家地、寺社地など、それまで町名のなかった土地に新たに町名を付した。こうした町名設置は、おもに戸籍整備上の必要性から実施されたものである。
以後、部分的な町名の変更、周辺の郡部との境界の変更などはあったものの、明治時代初期の町名が1964年まで残存していた。

## 旧小石川区の町名

### 発足時の町名
明治11年（1878年）の小石川区成立時の町丁数は82であった。以後、明治24年（1891年）までの間には以下の変更があった。
- 明治13年（1880年）に新小川町一〜三丁目が牛込区に編入された。
- 明治22年（1889年）の市制町村制施行時には北豊島郡小石川村が小石川区に編入。当該編入区域には2年後の明治24年（1891年）に白山御殿町、小石川氷川下町が新設された。
- 明治22年（1889年）巣鴨一〜四丁目が小石川区から分離し、新設の北豊島郡巣鴨町のうちとなった。

以上により、区内の町丁数は差引77となった。下表には河岸地名1所（市兵衛河岸）を含む78町丁を収録している。
小石川・小日向の冠称について
「小石川」「小日向」を冠称する町名については、明治44年（1911年）に冠称を廃止している（例:小石川区小石川竹早町→小石川区竹早町）。ただし小日向水道町と小日向台町一〜三丁目は冠称を残した（前者は水道町（旧・小石川水道町）と区別のため）。
| 町名（1891年現在）     | 成立年           | 廃止年   | 現町名                      | 備考                                                                         |
| ---------------------- | ---------------- | -------- | --------------------------- | ---------------------------------------------------------------------------- |
| 小石川竹早町           | 1869             | 1966     | 小石川4・5、小日向4         |                                                                              |
| 小石川大塚窪町         | 江戸期           | 1966     | 大塚3、小石川5              |                                                                              |
| 小石川大塚町           | 江戸期           | 1966     | 大塚1・2                    |                                                                              |
| 小石川大塚坂下町       | 江戸期           | 1966     | 大塚5・6                    |                                                                              |
| 小石川大塚仲町         | 江戸期           | 1966     | 大塚3・4                    |                                                                              |
| 小石川大塚上町         | 江戸期           | 1966     | 大塚4・5                    |                                                                              |
| 小石川大塚辻町         | 江戸期           | 1966     | 大塚4・5                    |                                                                              |
| 小石川春日町           | 江戸期           | 1965     | 小石川1、本郷1・4           | 1940年、下富坂町、餌差町、小石川町の各一部を編入し、春日町一〜三丁目に再編。 |
| 小石川諏訪町           | 江戸期           | 1964     | 後楽2                       |                                                                              |
| 小石川新諏訪町         | 1872             | 1964     | 後楽2                       |                                                                              |
| 市兵衛河岸             | 明治初期         | 1964     | 後楽1                       |                                                                              |
| 小石川江戸川町         | 1872             | 1964     | 後楽2、水道1                |                                                                              |
| 小石川大和町           | 1869             | 1964     | 後楽2、春日1、水道1         |                                                                              |
| 小石川水道町           | 1869             | 1964     | 春日1・2、水道1             |                                                                              |
| 小石川大門町           | 1869             | 1964     | 春日1・2                    |                                                                              |
| 小石川表町             | 1869             | 1964     | 春日1・2、小石川2・3        |                                                                              |
| 小石川仲町             | 江戸期           | 1964     | 春日1                       |                                                                              |
| 小石川上富坂町         | 江戸期           | 1940     | 小石川2                     | 1940年富坂二丁目となる                                                       |
| 小石川中富坂町         | 江戸期           | 1940     | 小石川2                     | 1940年富坂一・二丁目となる                                                   |
| 小石川下富坂町         | 江戸期           | 1940     | 小石川1・2                  | 1940年富坂一丁目、春日町三丁目となる                                         |
| 小石川西富坂町         | 1872             | 1940     | 小石川2                     | 1940年富坂二丁目となる                                                       |
| 小石川餌差町           | 江戸期           | 1940     | 小石川1・2                  | 1940年富坂一丁目、春日町三丁目となる                                         |
| 小石川初音町           | 1869             | 1964     | 小石川1・2                  |                                                                              |
| 小石川柳町             | 江戸期           | 1964     | 西片1、小石川1・3           |                                                                              |
| 小石川掃除町           | 1869             | 1925改称 | 小石川1・3、白山1           | 1925年八千代町に改称、八千代町は1964年廃止                                   |
| 小石川指ヶ谷町         | 江戸期           | 1966     | 白山1・2・4・5              |                                                                              |
| 小石川白山前町         | 江戸期           | 1966     | 白山1・5                    |                                                                              |
| 白山御殿町             | 1891             | 1966     | 白山3・4、小石川5           | もと久堅町と小石川村の各一部                                                 |
| 小石川氷川下町         | 1891             | 1967     | 千石2・3、大塚3・4          | もと小石川村の一部                                                           |
| 小石川戸崎町           | 江戸期           | 1964     | 小石川3・4、白山2           |                                                                              |
| 小石川金富町           | 1869             | 1964     | 春日2                       |                                                                              |
| 小石川同心町           | 1872             | 1964     | 春日2、小日向4              |                                                                              |
| 小石川久堅町           | 1869             | 1966     | 小石川3・4・5               |                                                                              |
| 小石川原町             | 江戸期           | 1966     | 白山3・4・5、千石1          |                                                                              |
| 小石川林町             | 1869             | 1966     | 千石1・2・4                 |                                                                              |
| 小石川大原町           | 江戸期           | 1966     | 千石3・4                    |                                                                              |
| 小石川丸山町           | 1869             | 1966     | 千石2・3                    |                                                                              |
| 小石川宮下町           | 江戸期           | 1966     | 千石3・4                    |                                                                              |
| 小石川駕籠町           | 1869（1891改称） | 1966     | 本駒込2・6、千石1 - 4       | 1891年巣鴨駕籠町を改称                                                       |
| 小石川西丸町           | 1891             | 1966     | 千石1・4                    | 1891年巣鴨仲町（江戸期成立）を改称                                           |
| 小石川西原町一・二丁目 | 1891             | 1966     | 千石4                       | 1891年巣鴨原町一・二丁目（江戸期成立）を改称                                 |
| 小石川町               | 1872             | 1964     | 後楽1、春日1                | 1940年、当町の一部が春日町一・二丁目となり、残余を小石川一・二丁目に分ける   |
| 西江戸川町             | 1872             | 1966     | 水道1・2                    | 冠称なし                                                                     |
| 小日向武島町           | 1872             | 1966     | 水道1・2                    |                                                                              |
| 小日向第六天町         | 1872             | 1966     | 小日向1・4、春日2           |                                                                              |
| 小日向水道端一・二丁目 | 1872             | 1966     | 小日向1、水道1・2           |                                                                              |
| 小日向茗荷谷町         | 江戸期           | 1966     | 小日向1・3・4               |                                                                              |
| 小日向清水谷町         | 江戸期           | 1966     | 小日向4                     |                                                                              |
| 小日向台町一 - 三丁目  | 江戸期           | 1966     | 小日向2・3、音羽1           |                                                                              |
| 小日向水道町           | 江戸期           | 1966     | 小日向1・2、水道2、音羽1    |                                                                              |
| 小日向三軒町           | 江戸期           | 1966     | 小日向4                     |                                                                              |
| 小日向東古川町         | 江戸期           | 1966     | 関口1                       |                                                                              |
| 小日向西古川町         | 江戸期           | 1966     | 関口1                       |                                                                              |
| 小日向松ヶ枝町         | 江戸期           | 1966     | 関口1                       |                                                                              |
| 小日向町               | 1872             | 1966     | 関口1                       |                                                                              |
| 桜木町                 | 江戸期           | 1966     | 関口2、音羽1、小日向2       | 冠称なし                                                                     |
| 音羽町一 - 九丁目      | 江戸期           | 1966     | 音羽1・2、小日向3、目白台3  | 冠称なし                                                                     |
| 東青柳町               | 江戸期           | 1966     | 音羽2、大塚2                | 冠称なし                                                                     |
| 西青柳町               | 江戸期           | 1966     | 音羽2、目白台2              | 冠称なし                                                                     |
| 関口水道町             | 江戸期           | 1966     | 関口1・2                    |                                                                              |
| 関口駒井町             | 江戸期           | 1966     | 関口2                       |                                                                              |
| 関口台町               | 江戸期           | 1966     | 関口1・2・3、目白台1、音羽1 |                                                                              |
| 関口町                 | 1872             | 1966     | 関口2・3、目白台1           |                                                                              |
| 高田老松町             | 1869             | 1966     | 目白台1・2・3               |                                                                              |
| 高田豊川町             | 1869             | 1966     | 目白台1・2                  | 1869年小石川四ッ家町から改称                                                 |
| 雑司ヶ谷町             | 江戸期           | 1966     | 目白台2・3                  |                                                                              |

### 小石川区と北豊島郡の区域変更
明治22年（1889年）の東京市成立に際し、北豊島郡の村の一部が小石川区に編入されるとともに、小石川区の町区域の一部（飛地）が北豊島郡に編入された。明治22年（1889年）に北豊島郡から小石川区に編入されたのは小石川村の大部分と（旧）巣鴨村、雑司ヶ谷村、（旧）高田村の各一部である。
小石川村は、明治22年（1889年）に飛地の字狐塚が新設の高田村に編入されたのを除き、大部分が小石川区に編入された。明治22年以前、小石川区には小石川村の飛地が点在していたが、これらも小石川区に編入された。小石川村からの編入区域の一部は2年後の明治24年（1891年）に白山御殿町、小石川氷川下町となり、残余の区域（多くは旧飛地）は小石川宮下町、小石川丸山町、小石川林町、小石川原町、小石川大原町、小石川久堅町、小石川大塚町、小石川大塚仲町、小石川大塚坂下町、高田豊川町に編入された。
（旧）巣鴨村は、明治22年（1889年）に東部が新設の巣鴨町、西部が新設の巣鴨村（のち西巣鴨町となる）に編入されたほか、飛地の字代地が高田村に、字下新田の飛地が小石川区に編入された。字下新田の飛地は2年後の明治24年（1891年）に小石川宮下町に編入された。
雑司ヶ谷村は、明治22年（1889年）に大部分が高田村に編入され、一部が小石川区に編入された。小石川区に編入されたのは小石川宮下町うちにあった飛地と、字鶴巻・字美名実の各一部である。2年後の明治24年（1891年）に旧飛地は小石川宮下町に編入され、字鶴巻・字美名実の各一部は雑司ヶ谷町に編入された。
（旧）高田村は、明治22年（1889年）に大部分が（新）高田村のうちとなり、一部（字神明下耕地）が小石川区に編入された。字神明下耕地は2年後の明治24年（1891年）に高田豊川町に編入された。
明治22年（1889年）に小石川区から北豊島郡に編入されたのは巣鴨一〜四丁目と、大塚辻町・雑司ヶ谷町・高田老松町・高田豊川町の各一部である。巣鴨一〜四丁目は新設の北豊島郡巣鴨町の一部となった。大塚辻町の一部（飛地）は同じく北豊島郡巣鴨町に編入され、同町大字大塚辻町となった。雑司ヶ谷町・高田老松町・高田豊川町の各一部（いずれも飛地）は新設の高田村に編入され、同村の大字雑司ヶ谷町・大字高田老松・大字高田豊川となった。

### 昭和期の町名変更
小石川区では関東大震災復興に関わる町名改正は実施されず、明治24年（1891年）以降、昭和22年（1947年）の小石川区廃止・文京区成立に至るまで、大きな変化はなかった。この間に新設・廃止された町名は以下のとおりである。
- 富坂一丁目 - 昭和15年（1940年）、中富坂町、下富坂町、餌差町の各一部をもって新設。現・小石川二丁目。
- 富坂二丁目 - 昭和15年（1940年）、上富坂町、西富坂町の全域と、中富坂町、仲町の各一部をもって新設。現・小石川二丁目。
- 春日町一丁目 - 昭和15年（1940年）、春日町、小石川町の各一部をもって新設。現・後楽一丁目。
- 春日町二丁目 - 昭和15年（1940年）、春日町、小石川町の各一部をもって新設。現・春日一丁目、本郷一丁目。
- 春日町三丁目 - 昭和15年（1940年）、春日町、下富坂町、餌差町の各一部をもって新設。現・小石川一丁目、本郷四丁目。

## 旧本郷区の町名

### 発足時の町名
本郷区には明治11年（1878年）の区成立の時点では66か町が存在した（「一丁目」「二丁目」等はそれぞれを1町と数える）。以後、1960年代の住居表示実施まで町名町界の大規模な変更はなかった。区成立以降、東京市成立（明治22年・1889年）までの主な変更は以下のとおりである。
- 明治19年（1886年）神田区宮本町の一部を本郷区に編入し、湯島二・三丁目とする（これ以前は湯島一〜六丁目のうちの二丁目と三丁目は欠番であった）。
- 明治22年（1889年）市制町村制施行に際し、下駒込村の大部分及び日暮里村の飛地本郷区に編入。2年後の明治24年（1891年）、当該編入区域の一部が駒込神明町および駒込動坂町となる（残余は駒込片町、駒込浅嘉町、千駄木林町、千駄木坂下町、千駄木町、駒込富士前町にそれぞれ編入）。なお下駒込村の一部は下谷区に編入された。

以上により、明治24年（1891年）での本郷区内の町丁数は差引66であった。下表はそれら66か町の一覧である。
本郷の冠称について
「本郷」を冠称する町名（本郷一〜六丁目を除く）については、明治44年（1911年）に冠称を廃止している（例:本郷区本郷真砂町→本郷区真砂町）。
| 町名（1878年現在） | 成立年 | 廃止年                       | 現町名                 | 備考 |
| ------------------ | ------ | ---------------------------- | ---------------------- | --- |
| 本郷一丁目         | 江戸期 | 1965（「本郷」の地名は存続） | 本郷2・3               | |
| 本郷二丁目         | 江戸期 | 1965（「本郷」の地名は存続） | 本郷2・3               | |
| 本郷三丁目         | 江戸期 | 1965（「本郷」の地名は存続） | 本郷2・3               | |
| 本郷四丁目         | 江戸期 | 1965（「本郷」の地名は存続） | 本郷4・5               | |
| 本郷五丁目         | 江戸期 | 1965（「本郷」の地名は存続） | 本郷5                  | |
| 本郷六丁目         | 江戸期 | 1965（「本郷」の地名は存続） | 本郷5                  | |
| 本郷金助町         | 江戸期 | 1965                         | 本郷3                  | |
| 本郷春木町一丁目   | 江戸期 | 1965                         | 本郷3                  | |
| 本郷春木町二丁目   | 江戸期 | 1965                         | 本郷3                  | |
| 本郷春木町三丁目   | 江戸期 | 1965                         | 本郷3                  | |
| 本郷本富士町       | 1872   | 1965                         | 本郷7                  | |
| 本郷元町一丁目     | 江戸期 | 1965                         | 本郷2                  | |
| 本郷元町二丁目     | 江戸期 | 1965                         | 本郷1                  | |
| 本郷東竹町         | 1869   | 1933                         | 本郷2・3               | 1933本郷1（現・本郷2・3）に編入                                                                                                  |
| 本郷西竹町         | 1869   | 1933                         | 本郷2・3               | 1933本郷1（現・本郷2）に編入 |
| 本郷真砂町         | 1869   | 1965                         | 本郷1・2・4            | |
| 本郷弓町一丁目     | 1872   | 1965                         | 本郷1                  | |
| 本郷弓町二丁目     | 1872   | 1965                         | 本郷2                  | |
| 本郷菊坂町         | 江戸期 | 1965                         | 本郷4・5               | |
| 本郷台町           | 江戸期 | 1965                         | 本郷5                  | 1872までは本郷菊坂台町 |
| 本郷田町           | 江戸期 | 1965                         | 本郷4・5、西片1        | 1872までは本郷菊坂田町 |
| 本郷森川町         | 1872   | 1965                         | 弥生1、西片2、本郷6・7 | |
| 本郷龍岡町         | 1874   | 1965                         | 湯島4                  | 1874茅町一丁目の一部から下谷龍岡町として成立。1878本郷龍岡町に改称。                                                             |
| 湯島一丁目         | 江戸期 | 1965（「湯島」の地名は存続） | 湯島1                  | |
| 湯島二丁目         | 1886   | 1965（「湯島」の地名は存続） | 湯島1、本郷3           | もとは神田区宮本町の一部 |
| 湯島三丁目         | 1886   | 1965（「湯島」の地名は存続） | 湯島1                  | もとは神田区宮本町の一部 |
| 湯島四丁目         | 江戸期 | 1965（「湯島」の地名は存続） | 湯島1・2               | |
| 湯島五丁目         | 江戸期 | 1934（「湯島」の地名は存続） | 本郷3                  | 1934当時の湯島二丁目に編入 |
| 湯島六丁目         | 江戸期 | 1965（「湯島」の地名は存続） | 本郷3                  | |
| 湯島新花町         | 1872   | 1965                         | 湯島2                  | |
| 湯島三組町         | 江戸期 | 1965                         | 湯島2・3               | |
| 湯島天神町一丁目   | 1869   | 1965                         | 湯島2・3               | |
| 湯島天神町二丁目   | 1869   | 1965                         | 湯島3                  | |
| 湯島天神町三丁目   | 1869   | 1965                         | 湯島3                  | |
| 湯島梅園町         | 1869   | 1965                         | 湯島2・3               | |
| 湯島天神下同朋町   | 江戸期 | 1965                         | 湯島3                  | 1911湯島同朋町に改称 |
| 湯島切通坂町       | 1869   | 1965                         | 湯島2〜4               | |
| 湯島切通町         | 江戸期 | 1965                         | 湯島4                  | |
| 湯島両門町         | 1869   | 1965                         | 湯島4、本郷7           | |
| 妻恋町             | 江戸期 | 1965                         | 湯島1〜3               | |
| 駒込東片町         | 1869   | 1964                         | 向丘1、西片2、本駒込1  | |
| 駒込西片町         | 1872   | 1964                         | 西片1・2               | |
| 駒込曙町           | 1869   | 1966                         | 本駒込1・2             | |
| 駒込浅嘉町         | 江戸期 | 1966                         | 本駒込1・3、向丘2      | 1891下駒込村の一部を編入 |
| 駒込追分町         | 江戸期 | 1965                         | 向丘1・2               | |
| 駒込肴町           | 江戸期 | 1965                         | 向丘1・2               | |
| 駒込蓬莱町         | 1872   | 1965                         | 向丘2                  | |
| 駒込千駄木町       | 江戸期 | 1965                         | 千駄木1・2・5、向丘2   | 1891下駒込村の一部を編入 |
| 駒込千駄木林町     | 1869   | 1965                         | 千駄木3・5、向丘2      | 1891下駒込村の一部を編入、1911駒込林町に改称                                                                                     |
| 駒込千駄木坂下町   | 江戸期 | 1965                         | 千駄木2・3             | 1891下駒込村の一部及び日暮里村の飛地を編入、1911駒込坂下町に改称                                                                 |
| 駒込片町           | 江戸期 | 1966                         | 本駒込1〜3             | 1891下駒込村の一部を編入 |
| 駒込吉祥寺町       | 1872   | 1966                         | 本駒込3                | |
| 駒込富士前町       | 江戸期 | 1966                         | 本駒込2・3・5          | 1891下駒込村の一部を編入 |
| 駒込上富士前町     | 江戸期 | 1966                         | 本駒込2・5・6          | |
| 丸山福山町         | 1872   | 1964                         | 白山1、西片1           | |
| 丸山新町           | 江戸期 | 1964                         | 白山1                  | |
| 根津宮永町         | 江戸期 | 1965                         | 根津1・2               | |
| 根津八重垣町       | 1869   | 1965                         | 根津1・2               | |
| 根津須賀町         | 1869   | 1965                         | 根津1                  | |
| 根津西須賀町       | 1872   | 1965                         | 弥生1                  | 1965いったん根津一丁目となるが、1967町界変更が行われ弥生一丁目の一部となる                                                       |
| 根津片町           | 1872   | 1965                         | 根津2                  | |
| 根津藍染町         | 1872   | 1965                         | 根津2                  | |
| 根津清水町         | 1872   | 1965                         | 根津1                  | |
| 向ヶ丘弥生町       | 1872   | 1965                         | 弥生1・2               | 1965弥生一・二丁目及び根津一丁目となるが、1967町界変更が行われ、東京大学農学部東側の地区が根津一丁目から弥生一丁目に再変更された |
| 駒込神明町         | 1891   | 1966                         | 本駒込3〜5             | もとは下駒込村の一部 |
| 駒込動坂町         | 1891   | 1966                         | 千駄木4・5、本駒込3・4 | もとは下駒込村の一部 |

### 湯島一〜六丁目の町域変遷
「湯島」の町名は江戸期から存在したが、時期によって町域や「丁目」の数に変動がある。幕末期には湯島一・三・四・五・六丁目があり、二丁目は欠番であった。湯島聖堂の東方に一丁目があり、以下、東から西へ順に三・四・五・六丁目があった。これらの町域は現行の湯島一丁目と本郷三丁目（南部）にあたる。
明治3年（1870年）、湯島三丁目が同四丁目に編入。これにより「湯島」は二丁目と三丁目が欠番となった。明治19年（1886年）、本郷区と神田区の境界が変更され、神田区宮本町の一部が本郷区に編入。当該編入区域が新しい湯島二丁目および三丁目となった。このとき成立した湯島二丁目は湯島聖堂の所在地で、東京教育博物館（国立科学博物館の前身）があった。三丁目は昌平坂学問所の跡地で、東京師範学校（東京教育大学、筑波大学の前身）および東京女子師範学校（お茶の水女子大学の前身）があった。現在の東京医科歯科大学および同大学附属病院の敷地にあたる。
昭和9年（1934年）、湯島五丁目の全部と湯島六丁目の一部を湯島二丁目に編入。これにより湯島一〜六丁目のうちの五丁目は欠番となった。この時五丁目から二丁目に変更された区域は現行の本郷三丁目南部にあたり、順天堂大学および順天堂医院の所在地である。昭和40年（1965年）、住居表示実施に伴い、従前の湯島一〜四丁目に周辺の町域を加えた広範な区域を新たな湯島一〜四丁目とした。

### 弥生地区の町域変遷
本郷区（のち文京区）向ヶ丘弥生町は「弥生時代」、「弥生土器」の名称の由来となった地名として知られ、町名変更に反対する行政訴訟が起こされたことでも知られている。当地区では昭和40年（1965年）4月1日に住居表示が実施された。この際、向ヶ丘弥生町の大部分と森川町のごく一部をもって弥生一・二丁目が成立、向ヶ丘弥生町の残余の区域は根津一丁目となった。これに伴い、東京大学農学部東側一帯の住宅地の住所が向ヶ丘弥生町から根津一丁目に変更されたが、この変更に対しては地元住民からの強い反対があり、行政訴訟が起こされた。その結果、昭和42年（1967年）1月1日付けで町域が再変更され、根津一丁目の一部が弥生一・二丁目に編入された。根津一丁目から編入されたのは現行の弥生一丁目2〜6番街区および弥生二丁目13〜20番街区である。前者は昭和40年までは根津西須賀町であった区域、後者は旧向ヶ丘弥生町の一部である。なお、「弥生時代」の名称の由来となった土器の正確な出土地点はわかっていないが、東京大学浅野地区にある弥生二丁目遺跡がそれであると推定されている。

## 現行行政地名
文京区では全区において住居表示の実施が完了している。以下は住居表示実施後の町名と、当該住居表示実施直前の旧町名の一覧である。旧町名の後に「（全）」と注記したもの以外は当該旧町域の一部である。
| 町名         | 町名読み     | 住居表示実施年月日 | 住居表示実施直前町名 | 備考 |
| ------------ | ------------ | ------------------ | --- | --- |
| 大塚一丁目   | おおつか     | 1966年4月1日       | 大塚町、大塚仲町、大塚上町、大塚辻町、大塚坂下町（以上全）、東青柳町、氷川下町、大塚窪町                                                            | |
| 大塚二丁目   | おおつか     | 1966年4月1日       | 大塚町、大塚仲町、大塚上町、大塚辻町、大塚坂下町（以上全）、東青柳町、氷川下町、大塚窪町                                                            | |
| 大塚三丁目   | おおつか     | 1966年4月1日       | 大塚町、大塚仲町、大塚上町、大塚辻町、大塚坂下町（以上全）、東青柳町、氷川下町、大塚窪町                                                            | |
| 大塚四丁目   | おおつか     | 1966年4月1日       | 大塚町、大塚仲町、大塚上町、大塚辻町、大塚坂下町（以上全）、東青柳町、氷川下町、大塚窪町                                                            | |
| 大塚五丁目   | おおつか     | 1966年4月1日       | 大塚町、大塚仲町、大塚上町、大塚辻町、大塚坂下町（以上全）、東青柳町、氷川下町、大塚窪町                                                            | |
| 大塚六丁目   | おおつか     | 1966年4月1日       | 大塚町、大塚仲町、大塚上町、大塚辻町、大塚坂下町（以上全）、東青柳町、氷川下町、大塚窪町                                                            | |
| 音羽一丁目   | おとわ       | 1967年1月1日       | 音羽町1〜3・6〜9（全）、音羽町4・5、桜木町、関口町、関口台町、小日向台町3、東青柳町、西青柳町、雑司ヶ谷町                                           | |
| 音羽二丁目   | おとわ       | 1967年1月1日       | 音羽町1〜3・6〜9（全）、音羽町4・5、桜木町、関口町、関口台町、小日向台町3、東青柳町、西青柳町、雑司ヶ谷町                                           | |
| 春日一丁目   | かすが       | 1964年8月1日       | 小石川2、仲町、大門町、金富町（以上全）、春日町2、水道町、大和町、表町、第六天町、同心町                                                            | |
| 春日二丁目   | かすが       | 1964年8月1日       | 小石川2、仲町、大門町、金富町（以上全）、春日町2、水道町、大和町、表町、第六天町、同心町                                                            | |
| 小石川一丁目 | こいしかわ   | 1964年8月1日       | 春日町3、初音町、富坂1・2、久堅町（以上全）、表町、竹早町、柳町、八千代町、戸崎町、白山御殿町、大塚窪町                                             | |
| 小石川二丁目 | こいしかわ   | 1964年8月1日       | 春日町3、初音町、富坂1・2、久堅町（以上全）、表町、竹早町、柳町、八千代町、戸崎町、白山御殿町、大塚窪町                                             | |
| 小石川三丁目 | こいしかわ   | 1964年8月1日       | 春日町3、初音町、富坂1・2、久堅町（以上全）、表町、竹早町、柳町、八千代町、戸崎町、白山御殿町、大塚窪町                                             | |
| 小石川四丁目 | こいしかわ   | 1964年8月1日       | 春日町3、初音町、富坂1・2、久堅町（以上全）、表町、竹早町、柳町、八千代町、戸崎町、白山御殿町、大塚窪町                                             | |
| 小石川五丁目 | こいしかわ   | 1966年4月1日       | 春日町3、初音町、富坂1・2、久堅町（以上全）、表町、竹早町、柳町、八千代町、戸崎町、白山御殿町、大塚窪町                                             | |
| 後楽一丁目   | こうらく     | 1964年8月1日       | 春日町1、小石川1、市兵衛河岸、新諏訪町、諏訪町（以上全）、江戸川町、大和町                                                                          | |
| 後楽二丁目   | こうらく     | 1964年8月1日       | 春日町1、小石川1、市兵衛河岸、新諏訪町、諏訪町（以上全）、江戸川町、大和町                                                                          | |
| 小日向一丁目 | こひなた     | 1966.4.1           | 茗荷谷町、小日向台町1・2、清水谷町、三軒町（以上全）、小日向台町3、水道端2、第六天町、小日向水道町、桜木町、音羽町5、同心町、竹早町                 | |
| 小日向二丁目 | こひなた     | 1966.4.1           | 茗荷谷町、小日向台町1・2、清水谷町、三軒町（以上全）、小日向台町3、水道端2、第六天町、小日向水道町、桜木町、音羽町5、同心町、竹早町                 | |
| 小日向三丁目 | こひなた     | 1966.4.1           | 茗荷谷町、小日向台町1・2、清水谷町、三軒町（以上全）、小日向台町3、水道端2、第六天町、小日向水道町、桜木町、音羽町5、同心町、竹早町                 | |
| 小日向四丁目 | こひなた     | 1966.4.1           | 茗荷谷町、小日向台町1・2、清水谷町、三軒町（以上全）、小日向台町3、水道端2、第六天町、小日向水道町、桜木町、音羽町5、同心町、竹早町                 | |
| 水道一丁目   | すいどう     | 1964.8.1           | 西江戸川町、武島町、水道端1（以上全）、江戸川町、水道町、小日向水道町、水道端2                                                                      | |
| 水道二丁目   | すいどう     | 1966.4.1           | 西江戸川町、武島町、水道端1（以上全）、江戸川町、水道町、小日向水道町、水道端2                                                                      | |
| 関口一丁目   | せきぐち     | 1967.1.1           | 小日向町、東古川町、西古川町、松ヶ枝町、関口水道町、関口駒井町（以上全）、関口町、関口台町、小日向水道町、桜木町                                    | |
| 関口二丁目   | せきぐち     | 1967.1.1           | 小日向町、東古川町、西古川町、松ヶ枝町、関口水道町、関口駒井町（以上全）、関口町、関口台町、小日向水道町、桜木町                                    | |
| 関口三丁目   | せきぐち     | 1967.1.1           | 小日向町、東古川町、西古川町、松ヶ枝町、関口水道町、関口駒井町（以上全）、関口町、関口台町、小日向水道町、桜木町                                    | |
| 千石一丁目   | せんごく     | 1967.1.1           | 林町、西丸町、丸山町、大原町、宮下町、西原町1・2（以上全）、原町、駕籠町、白山御殿町、氷川下町                                                      | |
| 千石二丁目   | せんごく     | 1967.1.1           | 林町、西丸町、丸山町、大原町、宮下町、西原町1・2（以上全）、原町、駕籠町、白山御殿町、氷川下町                                                      | |
| 千石三丁目   | せんごく     | 1967.1.1           | 林町、西丸町、丸山町、大原町、宮下町、西原町1・2（以上全）、原町、駕籠町、白山御殿町、氷川下町                                                      | |
| 千石四丁目   | せんごく     | 1967.1.1           | 林町、西丸町、丸山町、大原町、宮下町、西原町1・2（以上全）、原町、駕籠町、白山御殿町、氷川下町                                                      | |
| 千駄木一丁目 | せんだぎ     | 1965.4.1           | 駒込坂下町（全）、駒込林町、駒込千駄木町、駒込動坂町                                                                                                | |
| 千駄木二丁目 | せんだぎ     | 1965.4.1           | 駒込坂下町（全）、駒込林町、駒込千駄木町、駒込動坂町                                                                                                | |
| 千駄木三丁目 | せんだぎ     | 1965.4.1           | 駒込坂下町（全）、駒込林町、駒込千駄木町、駒込動坂町                                                                                                | |
| 千駄木四丁目 | せんだぎ     | 1965.4.1           | 駒込坂下町（全）、駒込林町、駒込千駄木町、駒込動坂町                                                                                                | |
| 千駄木五丁目 | せんだぎ     | 1965.4.1           | 駒込坂下町（全）、駒込林町、駒込千駄木町、駒込動坂町                                                                                                | |
| 西片一丁目   | にしかた     | 1964.8.1           | 駒込西片町（全）、田町、丸山福山町、柳町、駒込東片町、森川町                                                                                        | |
| 西片二丁目   | にしかた     | 1964.8.1           | 駒込西片町（全）、田町、丸山福山町、柳町、駒込東片町、森川町                                                                                        | |
| 根津一丁目   | ねづ         | 1965.4.1           | 根津須賀町、根津清水町、根津八重垣町、根津宮永町、根津藍染町、根津片町（以上全）、根津西須賀町、向ヶ丘弥生町                                        | 1967年1月1日付で町域が変更され、根津一丁目の一部を弥生一・二丁目に編入。当該編入区域の旧町名は向ヶ丘弥生町と根津西須賀町。 |
| 根津二丁目   | ねづ         | 1965.4.1           | 根津須賀町、根津清水町、根津八重垣町、根津宮永町、根津藍染町、根津片町（以上全）、根津西須賀町、向ヶ丘弥生町                                        | 1967年1月1日付で町域が変更され、根津一丁目の一部を弥生一・二丁目に編入。当該編入区域の旧町名は向ヶ丘弥生町と根津西須賀町。 |
| 白山一丁目   | はくさん     | 1964.8.1           | 指ヶ谷町、丸山新町、白山前町（以上全）、白山御殿町、原町、八千代町、丸山福山町、戸崎町                                                              | |
| 白山二丁目   | はくさん     | 1964.8.1           | 指ヶ谷町、丸山新町、白山前町（以上全）、白山御殿町、原町、八千代町、丸山福山町、戸崎町                                                              | |
| 白山三丁目   | はくさん     | 1967.1.1           | 指ヶ谷町、丸山新町、白山前町（以上全）、白山御殿町、原町、八千代町、丸山福山町、戸崎町                                                              | |
| 白山四丁目   | はくさん     | 1967.1.1           | 指ヶ谷町、丸山新町、白山前町（以上全）、白山御殿町、原町、八千代町、丸山福山町、戸崎町                                                              | |
| 白山五丁目   | はくさん     | 967.1.1            | 指ヶ谷町、丸山新町、白山前町（以上全）、白山御殿町、原町、八千代町、丸山福山町、戸崎町                                                              | |
| 本郷一丁目   | ほんごう     | 1965.4.1           | 元町1・2、弓町1・2、真砂町、本郷1〜6、湯島6、春木町1〜3、金助町、菊坂町、台町、本富士町（以上全）、春日町2、田町、森川町、湯島両門町、龍岡町、湯島2 | |
| 本郷二丁目   | ほんごう     | 1965.4.1           | 元町1・2、弓町1・2、真砂町、本郷1〜6、湯島6、春木町1〜3、金助町、菊坂町、台町、本富士町（以上全）、春日町2、田町、森川町、湯島両門町、龍岡町、湯島2 | |
| 本郷三丁目   | ほんごう     | 1965.4.1           | 元町1・2、弓町1・2、真砂町、本郷1〜6、湯島6、春木町1〜3、金助町、菊坂町、台町、本富士町（以上全）、春日町2、田町、森川町、湯島両門町、龍岡町、湯島2 | |
| 本郷四丁目   | ほんごう     | 1965.4.1           | 元町1・2、弓町1・2、真砂町、本郷1〜6、湯島6、春木町1〜3、金助町、菊坂町、台町、本富士町（以上全）、春日町2、田町、森川町、湯島両門町、龍岡町、湯島2 | |
| 本郷五丁目   | ほんごう     | 1965.4.1           | 元町1・2、弓町1・2、真砂町、本郷1〜6、湯島6、春木町1〜3、金助町、菊坂町、台町、本富士町（以上全）、春日町2、田町、森川町、湯島両門町、龍岡町、湯島2 | |
| 本郷六丁目   | ほんごう     | 1965.4.1           | 元町1・2、弓町1・2、真砂町、本郷1〜6、湯島6、春木町1〜3、金助町、菊坂町、台町、本富士町（以上全）、春日町2、田町、森川町、湯島両門町、龍岡町、湯島2 | |
| 本郷七丁目   | ほんごう     | 1965.4.1           | 元町1・2、弓町1・2、真砂町、本郷1〜6、湯島6、春木町1〜3、金助町、菊坂町、台町、本富士町（以上全）、春日町2、田町、森川町、湯島両門町、龍岡町、湯島2 | |
| 本駒込一丁目 | ほんこまごめ | 1966.4.1           | 駒込曙町、駒込片町、駒込富士前町、駒込上富士前町、駒込吉祥寺町、駒込神明町（以上全）、駕籠町、駒込東片町、駒込浅嘉町、駒込動坂町                    | |
| 本駒込二丁目 | ほんこまごめ | 1966.4.1           | 駒込曙町、駒込片町、駒込富士前町、駒込上富士前町、駒込吉祥寺町、駒込神明町（以上全）、駕籠町、駒込東片町、駒込浅嘉町、駒込動坂町                    | |
| 本駒込三丁目 | ほんこまごめ | 1966.4.1           | 駒込曙町、駒込片町、駒込富士前町、駒込上富士前町、駒込吉祥寺町、駒込神明町（以上全）、駕籠町、駒込東片町、駒込浅嘉町、駒込動坂町                    | |
| 本駒込四丁目 | ほんこまごめ | 1966.4.1           | 駒込曙町、駒込片町、駒込富士前町、駒込上富士前町、駒込吉祥寺町、駒込神明町（以上全）、駕籠町、駒込東片町、駒込浅嘉町、駒込動坂町                    | |
| 本駒込五丁目 | ほんこまごめ | 1966.4.1           | 駒込曙町、駒込片町、駒込富士前町、駒込上富士前町、駒込吉祥寺町、駒込神明町（以上全）、駕籠町、駒込東片町、駒込浅嘉町、駒込動坂町                    | |
| 本駒込六丁目 | ほんこまごめ | 1966.4.1           | 駒込曙町、駒込片町、駒込富士前町、駒込上富士前町、駒込吉祥寺町、駒込神明町（以上全）、駕籠町、駒込東片町、駒込浅嘉町、駒込動坂町                    | |
| 向丘一丁目   | むこうがおか | 1964.8.1           | 駒込追分町、駒込肴町、駒込蓬莱町（以上全）、駒込東片町、駒込千駄木町、駒込浅嘉町、駒込林町                                                          | |
| 向丘二丁目   | むこうがおか | 1964.8.1           | 駒込追分町、駒込肴町、駒込蓬莱町（以上全）、駒込東片町、駒込千駄木町、駒込浅嘉町、駒込林町                                                          | |
| 目白台一丁目 | めじろだい   | 1967.1.1           | 高田老松町、高田豊川町（以上全）、雑司ヶ谷町、関口町、関口台町、西青柳町、音羽町4                                                                   | |
| 目白台二丁目 | めじろだい   | 1967.1.1           | 高田老松町、高田豊川町（以上全）、雑司ヶ谷町、関口町、関口台町、西青柳町、音羽町4                                                                   | |
| 目白台三丁目 | めじろだい   | 1967.1.1           | 高田老松町、高田豊川町（以上全）、雑司ヶ谷町、関口町、関口台町、西青柳町、音羽町4                                                                   | |
| 弥生一丁目   | やよい       | 1965.4.1           | 向ヶ丘弥生町、森川町 | 1967年1月1日付で町域が変更され、根津一丁目の一部を弥生一・二丁目に編入。当該編入区域の旧町名は向ヶ丘弥生町と根津西須賀町。 |
| 弥生二丁目   | やよい       | 1965.4.1           | 向ヶ丘弥生町、森川町 | 1967年1月1日付で町域が変更され、根津一丁目の一部を弥生一・二丁目に編入。当該編入区域の旧町名は向ヶ丘弥生町と根津西須賀町。 |
| 湯島一丁目   | ゆしま       | 1965.1.1           | 湯島1・3・4、妻恋町、湯島三組町、湯島新花町、湯島天神町1〜3、湯島同朋町、湯島切通坂町、湯島梅園町、湯島切通町（以上全）、湯島2、龍岡町、湯島両門町  | |
| 湯島二丁目   | ゆしま       | 1965.1.1           | 湯島1・3・4、妻恋町、湯島三組町、湯島新花町、湯島天神町1〜3、湯島同朋町、湯島切通坂町、湯島梅園町、湯島切通町（以上全）、湯島2、龍岡町、湯島両門町  | |
| 湯島三丁目   | ゆしま       | 1965.1.1           | 湯島1・3・4、妻恋町、湯島三組町、湯島新花町、湯島天神町1〜3、湯島同朋町、湯島切通坂町、湯島梅園町、湯島切通町（以上全）、湯島2、龍岡町、湯島両門町  | |
| 湯島四丁目   | ゆしま       | 1965.1.1           | 湯島1・3・4、妻恋町、湯島三組町、湯島新花町、湯島天神町1〜3、湯島同朋町、湯島切通坂町、湯島梅園町、湯島切通町（以上全）、湯島2、龍岡町、湯島両門町  | |